# Chondrostoma orientale
Chondrostoma orientale es una especie de peces de la familia de los Cyprinidae en el orden de los Cypriniformes.

## Hábitat
Es un pez de agua dulce.

## Distribución geográfica
Se encuentra en el río Pulwar (Irán ).